# Àngels López Artiga
Àngels López Artiga (Massamagrell, 10 de abril de 1939) és una compositora, cantant, pianista i pedagoga valenciana, membre del Consell Valencià de Cultura.

## Biografia
Va iniciar els seus estudis de piano, harmonia, contrapunt i fuga, composició, cant i declamació lírica a València, obtenint les màximes qualificacions, premis extraordinaris final de carrera i el Premi Mercedes Massi al millor expedient acadèmic. Posteriorment va estudiar virtuosisme de piano al Real Conservatori de Madrid, a l'Akademie von Musik de Graz i al Mozarteum de Salzburg.
Com a compositora té editades, obres simfòniques, òperes, sonates, cicles de cançons, obres per a piano i música de cambra. Les seues composicions han estat estrenades a Holanda, Bèlgica, Àustria, Alemanya, Canadà, Estats Units, Dinamarca, Rússia i Itàlia entre d'altres països, per solistes tan famosos com Sir Walter Boeykens, Enrique García Asensio, Steven Mead o Dimitar Furnadjiev.
Convidada per la Universitat Harvard (Cambridge, USA) per presentar les seues composicions, ella mateixa va interpretar la seua obra vocal i pianística efectuant l'estrena mundial de la primera sonata que s'ha escrit en la història de la música per a veu i piano. La seua òpera "L'adéu d'Elsa", amb llibret d'E. Quiles, es va estrenar a Broadway (New York, USA) interpretant ella mateixa el personatge d'Elsa.
Ha impartit al Conservatori Superior de Música de València la classe de Repentització instrumental, Transposició i Acompanyament, publicant el material per al temari amb el llibre Escuela del bajo cifrado, on ha estat catedràtica numerària. També ha sigut directora de l'Institut de Musicologia de la IVEI de la Generalitat Valenciana i membre del Consell Assessor de les Arts de la Universitat internacional de València
El 5 de juliol de 2018 va ser nomenada com a membre de Consell Valencià de Cultura.

## Premis i Beques
- Premi Extraordinari Fi de Carrera Elemental de Piano. Conservatori Superior de Música de València
- Premi Extraordinari Fi de Carrera Superior de Piano. Conservatori Superior de Música de València
- Premi Nacional de Piano. IV Certamen Nacional de Valladolid[5]
- Premi Extraordinari de Declamació Lírica. Conservatori Superior de Música de València
- Premi Extraordinari Fi de Carrera de Cant. Conservatori Superior de Música de València
- Premi “Mercedes Massi” al millor expedient entre tots els opositors
- Premi i Diploma d'Honor en el Concurs Internacional de piano “María Canals” de Barcelona[5]
- Beca de la “Fundación Santiago Lope” per a ampliar estudis de Cant en la Akademie von Musik de Graz (Àustria) sota la direcció del professor Dino Halpern[5]
- Beca de la Dotación de Arte Castellblanch per a cursar l'especialitat “Das Deutsche Lied”. Mozarteum de Salzburg (Àustria) sota la direcció del Professor Eric Werva[5]
- Beca del Ministeri d'Afers Exteriors per a cursar l'especialitat de Canción Española en el Curs Internacional de Música Espanyola. Universitat de Santiago de Compostel·la. Sota la Direcció de Conchita Badía
- Premi “Unión Musical Española”. Concurso-memorial “Eduardo López-Chávarri”. Modalitat de Cant. València

## Publicacions
- Escuela del bajo cifrado. Real Musical - Carisch España. 1. ed. (1979) Col·lecció Pedagogia musical ISBN 8438700527 ISBN 9788438700525
- Las artes en paralelo. Editorial Instituto Estudios Modernistas, Valencia (2000) Col·lecció Ensayo Hispánico ISBN 8495356260 ISBN 978-8495356260
- Sonata de Abril. Piles, Editorial de Música S.A. València. ISBN 978-84-88548-18-4
- Método de Acompañamiento Improvisado. Piles, Editorial de Música, S.A. ISBN 8486106400 ISBN 978-8486106409
- La Transposición. Piles, Editorial de Música, S.A. ISBN 8486106060 ISBN 978-8486106065